# St. Martin (Meerane)

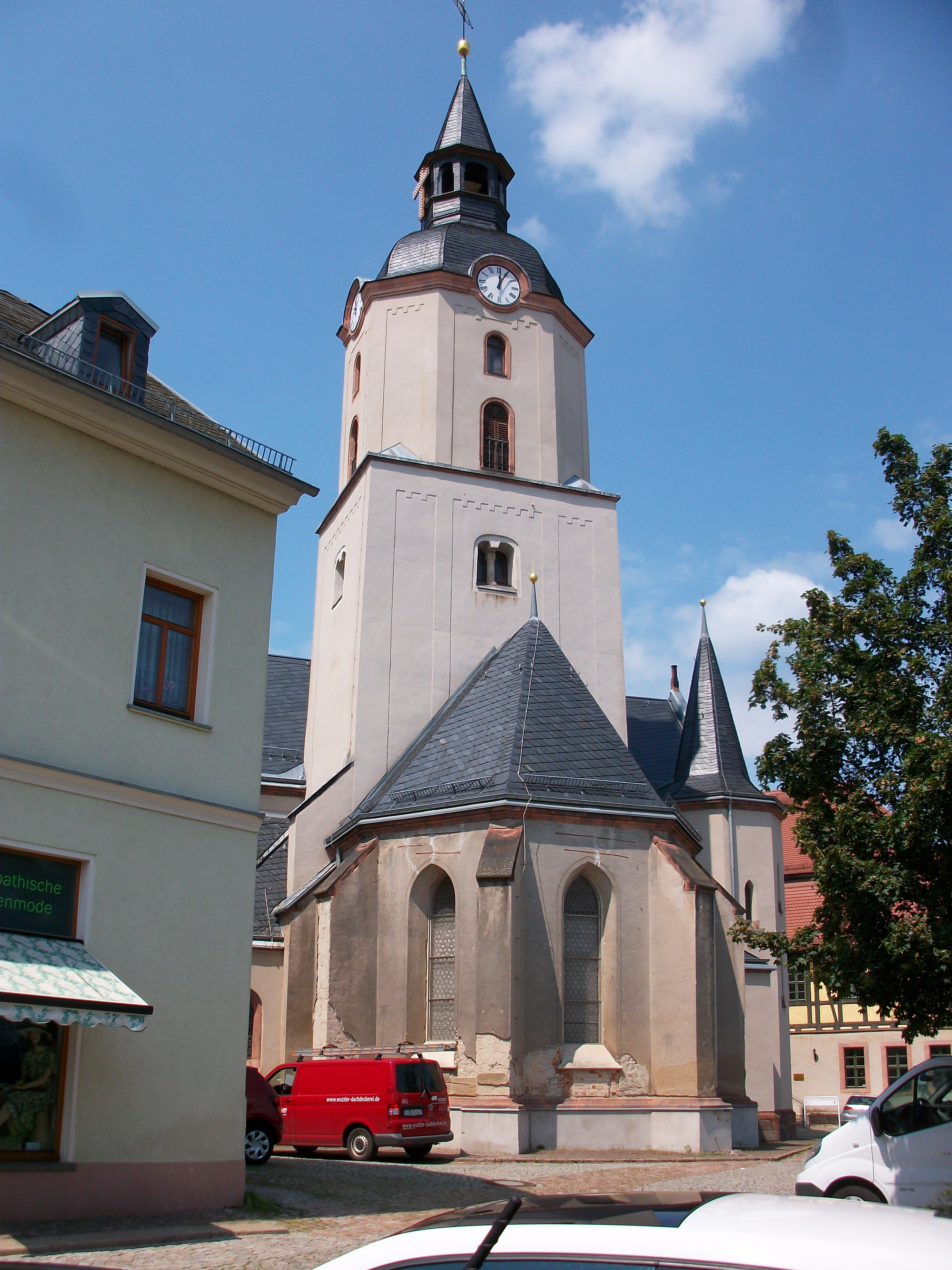
Kirche St. Martin, Meerane (Kirchturm)

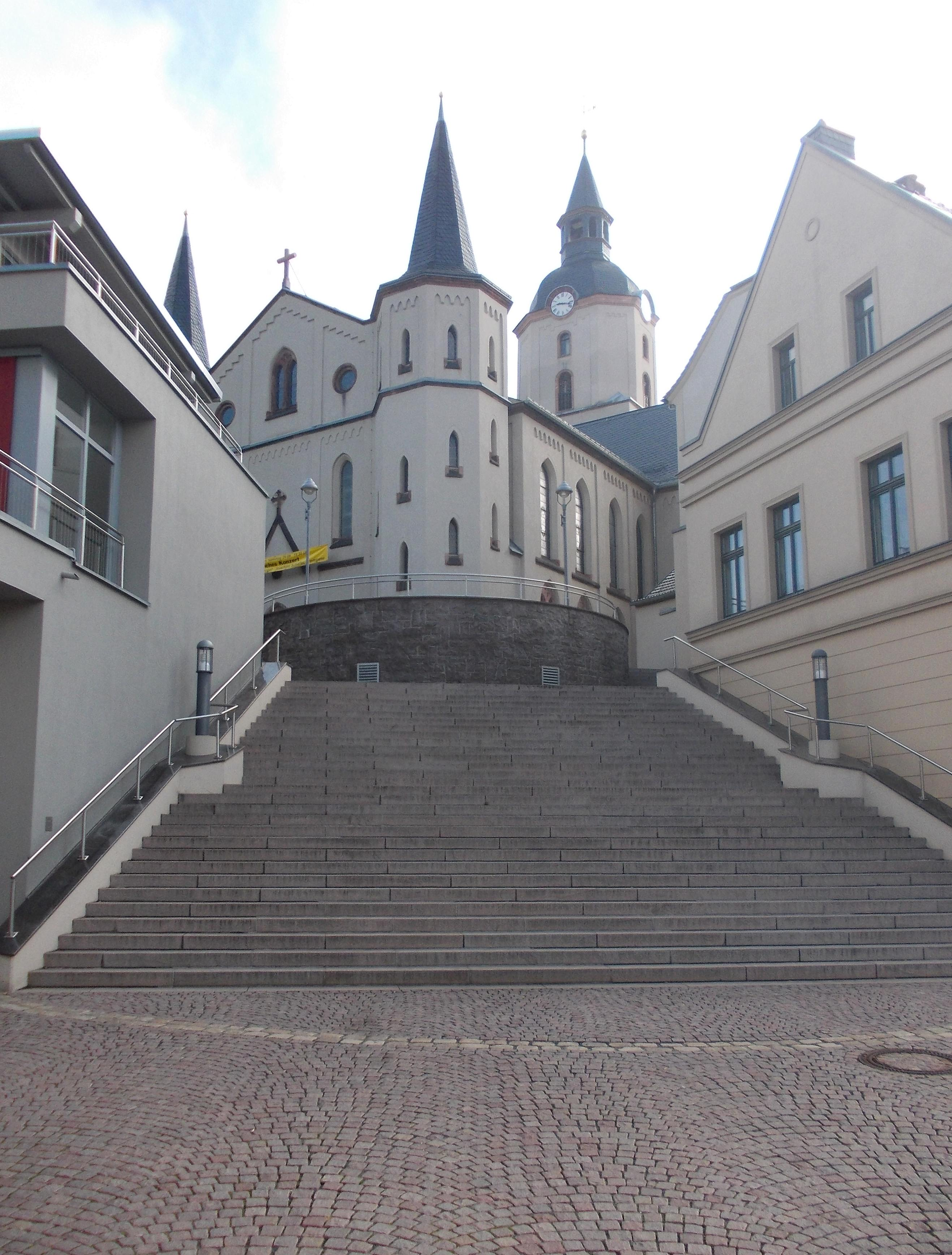
St. Martin mit südwestlichem Treppenaufgang

Die evangelische Stadtkirche St. Martin ist eine im Kern romanische, wiederholt erneuerte Saalkirche in Meerane im Landkreis Zwickau in Sachsen. Sie gehört zur Kirchengemeinde St. Martin Meerane-Waldsachsen im Kirchenbezirk Zwickau der Evangelisch-Lutherischen Landeskirche Sachsens.

## Geschichte und Architektur
Die stattliche Chorturmkirche stammt im Kern aus romanischer Zeit, wurde jedoch mehrfach umgebaut und erweitert. Der älteste Teil ist der Turmunterbau, nach dendrochronologischer Datierung aus der Zeit vor 1189, ein durchgreifender Umbau erfolgte im Jahr 1503. Dabei wurden der Chor, die Sakristei und die Taufkapelle hinzugefügt; im Jahr 1717 wurde der Turm erhöht und mit einem neuen Abschluss versehen. Der Saal wurde im Jahr 1881 nach Plan von Hugo Altendorff neu erbaut. Die historistische Ausmalung wurde bei einer Restaurierung um das Jahr 1960 entfernt; erhalten blieb nur ein Wandbild von Karl Schulz aus dem Jahr 1906 mit einer Darstellung von Jesu Einzug in Jerusalem. Seit 1990 erfolgten eine Restaurierung und Grabungen.
Das Bauwerk ist ein durch Lisenen und Spitzbogenfriese gegliederter Putzbau; der kräftig eingezogene Chorturm steht auf rechteckigem Grundriss und ist mit gekuppelten Rundbogenfenstern versehen; das Glockengeschoss ist oktogonal mit welscher Haube und Laterne bekrönt, der Choranbau mit Fünfachtelschluss und Strebepfeilern versehen. Das Bauwerk ist an der Nord- und Südseite querhausartig erweitert, an der Ost- und Westseite sind je zwei polygonale Treppentürme angebaut.
Das Innere ist flachgedeckt, an der Nord- und Südseite sind zweigeschossige Emporen, im Westen eine Orgelempore eingebaut, die von raumhohen Bündelpfeilern gestützt werden. Ein niedriger runder Triumphbogen vermittelt zum Turmuntergeschoss mit gotischem Kreuzrippengewölbe, der Choranbau ist mit Sternrippengewölbe geschlossen.

## Ausstattung
Das Hauptstück der Ausstattung ist ein spätgotischer Schnitzaltar aus dem Jahr 1506, der wahrscheinlich von Jakob Naumann geschaffen wurde; im Jahr 1960 wurde das Werk restauriert. Im Schrein ist eine Mondsichelmadonna dargestellt, flankiert von den Heiligen Dorothea und Katharina. In den Flügeln waren ehemals die Nothelfer dargestellt, von den früher zwölf Figuren sind nur sieben erhalten. Auf den Außenseiten sind gemalte Evangelisten dargestellt. An der Chornordwand sind kleine ausdrucksstarke spätgotische Schnitzfiguren der Heiligen Anna selbdritt aufgestellt, weiter ein spätgotischer Altarflügel mit gemalter Verkündigungsszene. Die romanische Taufe ist als gedrungener kelchförmiger Stein mit einfachem Rundbogenfries am oberen Rand gestaltet.
Die Orgel ist ursprünglich ein Werk von Jehmlich aus dem Jahr 1904; das Werk wurde 1978 erneuert.